# Stephanie Del Valle
Stephanie Del Valle Díaz (sinh ngày 30 tháng 12 năm 1996) là một nhạc sĩ và người mẫu đến từ Puerto Rico. Cô đăng quang Hoa hậu Thế giới 2016 và là người thứ hai đến từ Puerto Rico đoạt danh hiệu này, sau Wilnelia Merced tại Hoa hậu Thế giới 1975.

## Sự nghiệp
Del Valle theo học Đại học Pace ở Thành phố New York, nơi cô đang học luật và truyền thông. Trước khi tham gia các cuộc thi sắc đẹp, Del Valle là nàng thơ của nhà thiết kế thời trang người Puerto Rico Carlos Alberto. Cô nói được ba thứ tiếng; Tiếng Tây Ban Nha, tiếng Anh và tiếng Pháp.

## Các cuộc thi sắc đẹp

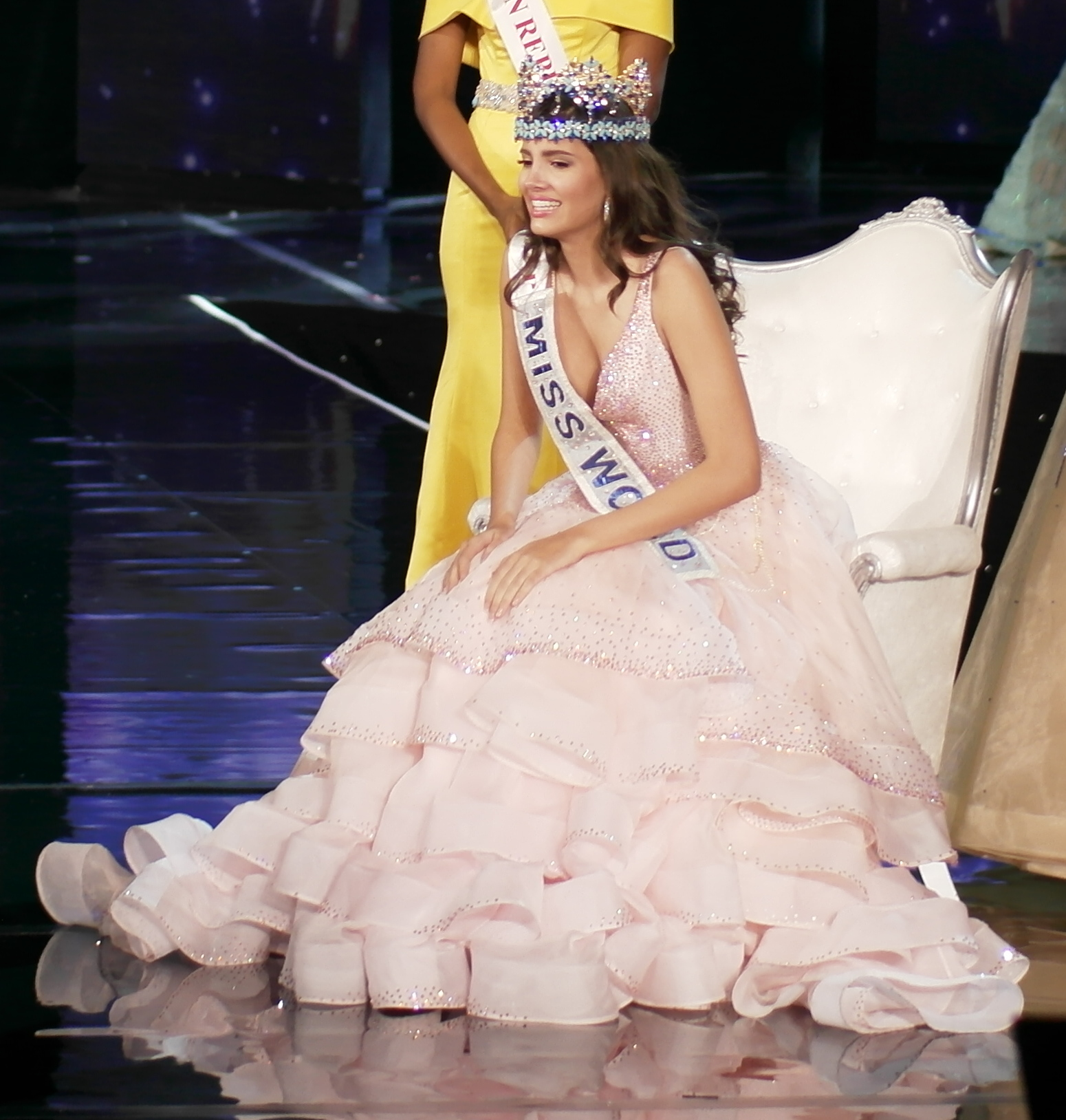
Del Valle đăng quang Hoa hậu Thế giới 2016 tại Cảng Quốc gia MGM, Washington, D.C., Hoa Kỳ.

### Hoa hậu Thế giới Puerto Rico 2016
Del Valle đã thi đấu tại Hoa hậu Thế giới Puerto Rico vào năm 2016, đại diện cho thành phố Toa Baja. Cuối cùng, cô đã giành được danh hiệu Hoa hậu Thế giới Puerto Rico 2016 và được trao vương miện bởi người đoạt danh hiệu tiền nhiệm Keysi Marie Vargas Vélez. Cô cũng từng đoạt giải Tài năng trong cuộc thi.

### Hoa hậu Thế giới 2016
Cô đại diện cho Puerto Rico tại cuộc thi Hoa hậu Thế giới 2016 được tổ chức tại Oxon Hill, Maryland, Hoa Kỳ. Cô lọt vào Top 21 vòng thi Hoa hậu Tài năng. Trong đêm chung kết, Del Valle, với tư cách là một trong Top 5 thí sinh lọt vào vòng chung kết, đã được hỏi - "Nếu bạn có cơ hội thay đổi điều gì đó về thế giới, đó sẽ là gì?" Cô ấy trả lời:
"Nếu tôi có cơ hội thay đổi điều gì đó về thế giới, tôi nghĩ điều tôi sẽ làm là gửi một thông điệp về tầm quan trọng của việc thay đổi loại trừ thành chấp nhận, để thúc đẩy và mang lại công lý cho người khác, và tầm quan trọng của việc giúp đỡ những người gặp khó khăn. Cảm ơn."

Cuối cùng, cô đã được trao vương miện Hoa hậu Thế giới 2016 tại sự kiện này bởi Hoa hậu Thế giới 2015, Mireia Lalaguna của Tây Ban Nha. Đây là lần thứ hai Puerto Rico giành vương miện Hoa hậu Thế giới, sau Wilnelia Merced, Hoa hậu Thế giới 1975.